# Ertugliflozin
Az ertugliflozin (kereskedelmi név: Steglatro) a 2-es típusú cukorbetegség kezelésére alkalmazott hatóanyag. Az Egyesült Államokban az Élelmiszer- és Gyógyszerügyi Hatóság jóváhagyta használatát monoterápiában és fix dózisú kombinációban szitagliptinnel és metforminnal. Európában 2018 márciusában engedélyezték alkalmazását monoterápiában és kombinált terápiában. 2020 szeptemberében a The New England Journal of Medicine arról számolt be, hogy az ertugliflozin alapvetően nem rosszabb hatású, mint a placebo.
A leggyakoribb mellékhatások között a hüvelyi gombás fertőzés és a női reproduktív szervrendszer egyéb fertőzései említhetők.
Az ertugliflozin hatásmechanizmusát tekintve a nátrium/glükóz kotranszporter 2 (SGLT2) inhibitora, és a gliflozinek osztályába sorolható. 
A hatóanyag metforminnal való kombinációja Segluromet néven, a szitagliptinnel együtt pedig Steglujan néven került forgalomba.

## Ellenjavallatok
Az Egyesült Államok ajánlása szerint az ertugliflozin ellenjavallt súlyos veseelégtelenségben, végstádiumú vesebetegségben szenvedő betegek és dialízisben részesülők esetében. Az Európai Unió gyógyszerhatósága ellenjavallatként a gyógyszerrel szembeni túlérzékenységet jelölte meg.

## Nemkívánatos hatások
A klinikai vizsgálatokban a nemkívánatos hatások gyakrabban jelentkeznek ertigliflozin alkalmazása mellett, mint placebo esetén. Nemkívánatos hatásként előfordulhat nők és férfiak esetében a nemi szervek mikózisa, hüvelyi viszketés, fokozott vizeletürítés, szomjúság, a hipoglikémia (alacsony vércukorszint), és súlyvesztés a hatóanyag dózisának emelése következtében. A gliflozinok ritka, de életveszélyes mellékhatása a ketoacidózis, amely a vizsgálatok során három betegnél (0,1%) fordult elő.
A műtét után kialakuló ketoacidózis (súlyos állapot, amelyben a szervezet nagy mennyiségű ketontestet termel) kockázatának csökkentése érdekében az FDA változtatásokat engedélyezett az SGLT2 gátló antidiabetikumok felírása kapcsán. A javaslat szerint tervezett műtét előtt legalább négy nappal a készítmény adagolását le kell állítani.
A ketoacidózis tünetei között a hányinger, hányás, hasi fájdalom, fáradtság és légzési nehézségek említhetők.

## Túladagolás
A betegek két hét alatt akár hatszoros klinikai adagot vagy egyszeri 20-szoros adagot tolerálnak toxikus hatások nélkül.

## Interakciók
Az ertugliflozin inzulinnal vagy inzulinszekretagógokkal (például szulfonilureákkal ) történő kombinálása növelheti az alacsony vércukorszint kialakulásának kockázatát. Vízhajtókkal kombinálva nagyobb a kiszáradás és az alacsony vérnyomás kialakulásának kockázata. A vizsgálatok során nem találtak klinikailag releváns farmakokinetikai interakciókat. 2-es típusú cukorbetegségben és kardiovaszkuláris betegségben szenvedő betegeknél a metforminhoz és szulfonilureákhoz hozzáadott ertugliflozin javította a glikémiás kontrollt, csökkentette a testsúlyt és általában jól tolerálható volt, az inzulinhoz adott ertugliflozin javította a glikémiás kontrollt, a testsúlyt és a szisztolés vérnyomást a placebóhoz viszonyítva. Az ertugliflozin csökkentette a vizelet albumin/kreatinin hányadosát (UACR) albuminuriában szenvedő betegeknél.

## Farmakológia

### Farmakokinetika
Szájon át történő bevétel után az ertugliflozin gyakorlatilag teljesen felszívódik a bélből, és nincs jelentős first-pass metabolizmusa . A legmagasabb plazmakoncentráció elérése a bevételt követő egy óra múlva tapsztalható. A keringésben 93,6% kötődik a plazmafehérjékhez . Az ertugliflozint elsősorban az UGT1A9 és az UGT2B7 enzimek metabolizálják glükuronidokká . A citokróm P450 enzimek csak csekély szerepet játszanak metabolizmusában. 
A eliminációs felezési idő becslések szerint 17 óra. 40,9% a széklettel (33,8% változatlan formában, és 7,1% metabolitok formájában) és 50,2% a vizelet útján (1,5% változatlan, és 48,7% a metabolitok) távozik a szervezetből. A székletből kimutatható eredeti farmakon zöme valószínűleg a metabolitok kiindulási anyagokká történő hidrolízisének eredménye.

## Társadalom és kultúra

### Jogi státusz
Az ertugliflozint, az ertugliflozint/metformint és az ertugliflozint/szitagliptint orvosi felhasználásra 2019 decemberében engedélyezték az Egyesült Államokban, 2018 márciusában pedig az Európai Unióban.

## Fordítás
Ez a szócikk részben vagy egészben  az   Ertugliflozin című angol Wikipédia-szócikk ezen változatának fordításán alapul.  Az eredeti cikk szerkesztőit annak laptörténete sorolja fel. Ez a jelzés csupán a megfogalmazás eredetét és a szerzői jogokat jelzi, nem szolgál a cikkben szereplő információk forrásmegjelöléseként.